# Wherever I May Roam
"Wherever I May Roam" é uma canção da banda estadunidense de heavy metal Metallica. A canção foi lançada em 1992, como o quinto single do álbum Metallica.

## Listagem de faixas
Versão um
1. "Wherever I May Roam"
2. "Fade to Black" (ao vivo)
3. "Wherever I May Roam" (versão demo)

Versão dois
1. "Wherever I May Roam"
2. "Last Caress/Am I Evil?/Battery" (ao vivo)

## Paradas musicais
| Paradas musicais(1992-93)                | Posição |
| ---------------------------------------- | ------- |
| Austrália (ARIA)                         | 14      |
| Finland (Suomen virallinen lista)        | 1       |
| França (SNEP)                            | 10      |
| Países Baixos (Single Top 100)           | 22      |
| Noruega (VG-lista)                       | 2       |
| Suécia (Sverigetopplistan)               | 28      |
| UK Singles (The Official Charts Company) | 25      |
| US Billboard Hot 100                     | 82      |
| US Billboard Album Rock Tracks           | 2       |